# Szakir Abdułłow
Szakir Gafijatowicz Abdułłow (ros. Шакир Гафиятович Абдуллов, ur. 1886 we wsi Tarkazy w guberni ufijskiej, zm. 1952) – ludowy komisarz spraw wewnętrznych Baszkirskiej ASRR (1927-1929).
Kształcił się w medresie, 1915-1917 służył w rosyjskiej armii, a 1919-1920 w Armii Czerwonej. Członek RKP(b), przewodniczący komitetu wykonawczego bielebiejewskiej rady kantonowej, od 23 lipca 1927 do kwietnia 1929 ludowy komisarz spraw wewnętrznych Baszkirskiej ASRR.